# Dzvonîha, Tîvriv
Dzvonîha (în ucraineană Дзвониха) este o comună în raionul Tîvriv, regiunea Vinnița, Ucraina, formată numai din satul de reședință.

## Demografie
Componența lingvistică a satului Dzvonîha
     Ucraineană (93,07%)
     Rusă (4,8%)
     Alte limbi (0,27%)
Conform recensământului din 2001, majoritatea populației satului Dzvonîha era vorbitoare de ucraineană (93,07%), existând în minoritate și vorbitori de rusă (4,8%) și armeană (1,33%).